# Doros (Zypern)
Doros (griechisch Δωρός) ist eine Gemeinde im Bezirk Limassol in der Republik Zypern. Bei der Volkszählung im Jahr 2021 hatte sie 135 Einwohner.
Der Name des Dorfes kommt vom altgriechischen Namen „Doris“, was so viel wie „Waldgebiet“ bedeutet.

## Lage und Umgebung

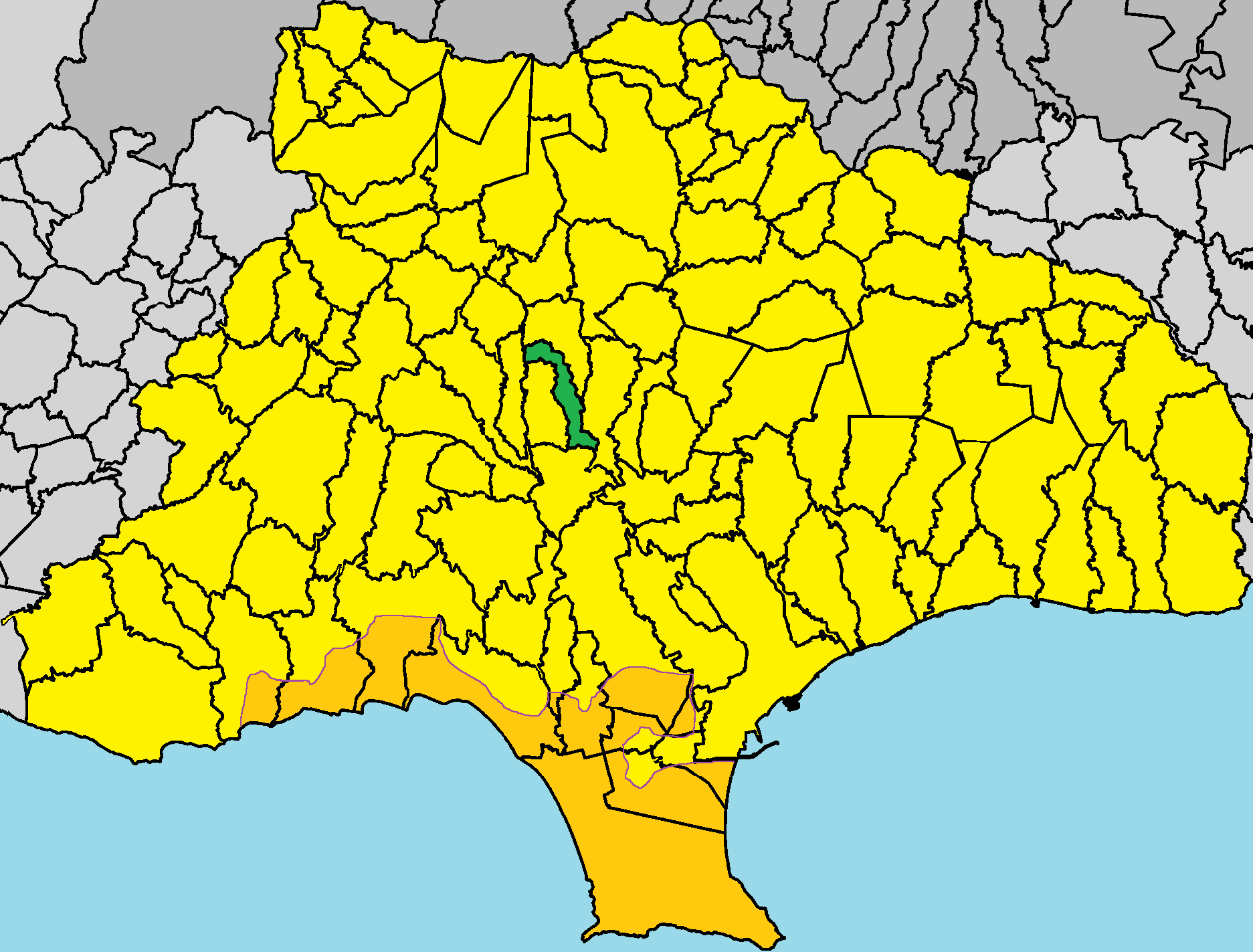
Lage im Bezirk Limassol

Doros liegt im Süden der Mittelmeerinsel Zypern auf einer Höhe von etwa 455 Metern, etwa 25 Kilometer nordwestlich von Limassol. Das etwa 5,5 Quadratkilometer große Dorf grenzt im Süden an Alassa, im Westen an Monagri, im Nordwesten an Agios Georgios, im Norden an Lania und im Osten an Limnatis.

## Geschichte
Der Historiker Floris Boustronios berichtet, dass Doros zwischen 1464 und 1468 n. Chr. Philippos Podokatoros als Lehnswesen gewährt wurde. Georgios Boustronios gibt an, dass es einige Jahre später von Podokatoros wieder weggenommen wurde. Auf venezianischen Karten erscheint das Dorf unter dem Namen Dore. Im Juli 2002 wurde ein altes Grab aus der Zeit um 700 v. Chr. entdeckt. Die Funde wurden von der Abteilung für Altertümer übernommen.

### Bevölkerungsentwicklung
| Jahr      | 1881 | 1891 | 1901 | 1911 | 1921 | 1931 | 1946 | 1960 | 1976 | 1982 | 1992 | 2001 | 2011 | 2021 |
| Einwohner | 104  | 127  | 148  | 156  | 186  | 245  | 254  | 207  | 138  | 103  | 113  | 101  | 135  | 135  |